# Salto, São Paulo
Salto är en stad och kommun i Brasilien och ligger i delstaten São Paulo. Folkmängden i kommunen uppgick år 2014 till cirka 110 000 invånare. Salto fick kommunrättigheter 1889. Några kilometer söderut ligger den något större staden Itu.